# Ron Kalina
Ronald „Ron“ Kalina (* 4. August 1928; † 13. Januar 2016) war ein US-amerikanischer Jazzmusiker (Mundharmonika, Piano, Komposition, Arrangement).

## Leben und Wirken
Kalina begann mit vier Jahren Mundharmonika zu spielen. Als Studiomusiker arbeitete er in Los Angeles u. a. mit Linda Ronstadt, Tom Waits, Burt Bacharach, Joe Williams, Anita O’Day und Johnny Hartman. 14 Jahre lang war er als musikalischer Leiter und Pianist für Gloria Lynne tätig. Ferner wirkte er mit seinem New World Harmonica Trio an verschiedenen Filmmusiken mit wie Shenandoah (1965), Mississippi Masala (1991), Magnolia (1999)  sowie den TV-Serien Das Model und der Schnüffler (Moonlighting) und Die Simpsons. Er arbeitete außerdem mit Luis Munoz und schrieb mit Arthur Hamilton den Song No More Mister Nice Guy. Kalina war von 1982 bis 2006 an sieben Aufnahmesessions im Bereich des Jazz beteiligt darunter das Album Body Heat, Jazz at the Movies (Discovery, 1992), an dem u. a. auch Jack Sheldon, Ernie Watts, Bill Cunliffe und John Pisano mitwirkten. Unter eigenem Namen nahm er 2004 das Album Getting My Axes Together auf, u. a. mit Jim Self, Ron Eschete, John Pisano, Dave Carpenter und Joe LaBarbera. 2008 folgte noch das Album The Odd Couple, das er mit Jim Self, Larry Koonse, Tom Warrington und Joe LaBarbera eingespielt hatte. Darauf interpretierte er u. a. Oliver Nelsons Klassiker Stolen Moments und die Charlie-Parker-Nummern Confirmation und Donna Lee. Stilistisch erinnert sein Harmonikaspiel an Toots Thielemans.